# Stryphnus
Stryphnus é um gênero de esponja marinha da família Ancorinidae.

## Espécies
- Stryphnus fortis (Vosmaer, 1885)
- Stryphnus mucronatus (Schmidt, 1868)
- Stryphnus niger Sollas, 1886
- Stryphnus ponderosus (Bowerbank, 1866)
- Stryphnus progressus (Lendenfeld, 1907)
- Stryphnus unguiculus Sollas, 1886